# ميريب إستيفانوس
ميريب إستيفانوس (بالإنجليزية: Mereb Estifanos)‏ (مواليد 1983) هي مُمثلة إريترية.

## سيرتها الشخصية
وُلدت ميريب إستيفانوس عام 1983 في مدينة عرارب بمُحافظة الساحل السابقة (هي الآن جُزء من منطقة شمال البحر الأحمر). ميريب هي ابنة كُل من الزوجين إستيفانوس ديرار ونيجيستي ولد مريم، وكلاهما من مُقاتلي الجبهة الشعبية لتحرير إريتريا. التحقت إستيفانوس بالمدرسة الثانوية في أسمرة. وصفت نفسها بأنها طفلة مُجتهدة وهادئة، حريصة على الحصول على درجات عالية في المدرسة. لعبت إستيفانوس الكرة الطائرة في المدرسة الثانوية، لكنها توقفت عن ممارسة الرياضة للتركيز على التمثيل.

## بعض أفلامها
- 2002: فيرميلي (بالإنجليزية: Fermeley)‏
- 2012: تيجيستي (بالإنجليزية: Tigisti)‏
- 2016: زيريغفيت إمبابا (بالإنجليزية: Zeyregefet Embaba)‏

## روابط خارجية
ميريب إستيفانوس على موقع IMDb (الإنجليزية)